# Сръбска редакция на старобългарския език
Сръбската редакция на старобългарския език е една от редакциите на старобългарския, формирала се в Сърбия.
Най-старите писмени паметници, представители на сръбската редакция на старобългарския език са писани с кирилица и се явяват към края на 12 век (Мирославовото евангелие, Повелята на бан Кулин към дубровчаните). Това е езикът на всички сръбски църковни книжовни ръкописи до навлизането на руско-славянския или църковно-руския език.
За първоначалната сръбска редакция на старобългарския е характерно силното влияние на двете преславски школи, като предимство има едноеровата, в съответствие с особености на самия сръбски език, където не се различават вече два ера. Най-старият сръбски паметник – Мирославовото евангелие е писано с едноерова кирилица, но има и два знака за носовките ą и ę. Но по-нататък за сръбската редакция е характерно изоставяне на носовките и замяната им с оу и е, което отговаря на сръбската фонетика. От 15 век са известни две нови школи на редакция на старобългарския език: т. нар. Ресавска школа, която реформира правописа и по образец на среднобългарската търновска школа въвежда диакритични знаци; другата школа е т.нар. босанска школа, отразяваща в правописната си система диалектното състояние в една сръбско-хърватска област, а именно на т.нар. икавизъм – за [i] се употребяват трите знака за [i], [y] и [ě], а смесването на [i] и [y] е по начало характерна черта за южнославянските езици, в които [y] се уеднаквява по звучене с [i].

## Рашка писменост
Поради обстоятелството, че от първата половина и от средата на 13 век са запазени много малко български писмени паметници, пряко или косвено свързани с Търново или с търновския богослужебен правопис, то рашката писменост има изключително важно значение за изграждането на една ясна историческа представа за развоя на българския език в периода от края на 12 – до края на 13 век.  По тази причина, рашката писменост е единствения косвен, но сигурен източник за реставрация на царския търновски правопис от края на 12 век и началото на 13 век. 
От Мирославовото евангелие, като крайъгълен писмен паметник на сръбското езикознание, се извеждат главните особености на зетско-хумската редакция на старобългарското писмо, а те са:
1. употребата на  и  по изкуствени правила;
2. липсата на разлика между четенето на  и , т.е. употреба на  вместо  и обратното;
3. липсата на буквите  и  или употребата им по изкуствено правило;
4. едноеров правопис, т.е. само ;
5. употребата на  вместо  след ,  и ;
6. липсата на разлика между началното  и началното ;
7. смесването на  и  в чуждиците. [3]